# Dødens Instrumenter
 Der er for få eller ingen kildehenvisninger i denne artikel, hvilket er et problem. Du kan hjælpe ved at angive troværdige kilder til de påstande, som fremføres i artiklen.

Dødens Instrumenter er en bogserie, der er skrevet af den amerikanske forfatter Cassandra Clare. Serien indeholder seks bøger, der alle er i fantasy-genren. Bøgerne handler om den unge Clary Fray, der finder ud af, at hun er en shadowhunter, et menneske født med engleblod, og shadowhuntere beskytter mennesker, der kaldes mundanes, fra de onde dæmoner.
Bogserien blev populær blandt unge, men Cassandra Clare skrev ikke oprindeligt serien til teenagere, da hun påbegyndte den første bog, City of Bones. Hun skrev den først og fremmest som en fantasy-roman, hvor hovedpersonerne var teenagere, men det var ikke noget hun havde planlagt.

## Udgivelser
1. City of Bones (udgivet d. 27. marts 2007)
2. City of Ashes (udgivet d. 25. marts 2008)
3. City of Glass (udgivet d. 23. marts 2009)
4. City of Fallen Angels (udgivet d. 5 april 2011)
5. City of Lost Souls (udgivet d. 8. maj 2012)
6. City of Heavenly Fire (udgivet d. 27. maj 2014)

## Hovedpersoner

### Clary Fray
Clary Fray (Clarissa Adele Fairchild) er datter af Valentine Morgenstern og Joeclyn Fairchild, og hun har en bror, der hedder Jonathan Morgenstern. Clary har langt, krøllet, rødt hår og er desuden beskrevet som lille og tynd med lyse grønne øjne. Clary er omkring 15-16 år gammel i den første bog City of Bones, og hun bliver glad for Jace, men bliver senere fortalt, at han er hendes bror, hvilket senere viser sig ikke at være rigtigt. Hendes mor har prøvet at skjule for hende, at hun i virkeligheden er en shadowhunter.

### Jace Herondale
Jace Herondale (Jonathan Christopher Herondale) er beskrevet som en høj og muskuløs shadowhunter med lys hud, der er dækket af tatoveringer, der bliver kaldt runer. Han har let bølget blond hår og gyldne øjne. Jace er vokset op i Lightwood-familien sammen med Alec Lightwood, Izzy Lightwood og Max Lightwood. I den første bog City of Bones, bliver Jace beskrevet som en Wayland, men i slutningen af bogen finder man ud af, at han i virkeligheden er en Herondale. Hans parabatai er Alec.

### Simon Lewis
Simon Lewis er Clarys bedste ven, og de har kendt hinanden siden de var helt små. Han bliver beskrevet som høj, med mørkt hår og briller. Han bærer ofte t-shirts med spille slogans, og bor sammen med hans mor og søster. Simon er den eneste karakter, der i starten er et normalt menneske, der kaldes en mundane. Dog bliver han senere forvandlet til en vampyr.

### Izzy Lightwood
Izzy Lightwood (Isabelle Sophia Lightwood) er en 16-årig shadowhunter, der bliver beskrevet som høj, tynd og smuk. Hun har langt sort hår og mørke brune øjne. Hun er søster til Alec Lightwood og Max Lightwood, og i bogen City of Heavenly Fire bliver hun kærester med vampyren Simon Lewis.

### Alec Lightwood
Alec Lightwood (Alexander Gideon Lightwood) er den ældste af Lightwood-børnene, han har let bølget sort hår og blå øjne. Han er beskrevet som lidt stille, men han er eget beskyttende over for hans søskende og hans parabatai Jace. I den første bog City of Bones tror Alec, at han er forelsket i Jace, men senere møder han troldmanden Magnus Bane, som han senere danner par med.

### Magnus Bane
Magnus Bane er en biseksuel troldmand fra Brooklyn. Magnus er en omtrent 400 år gammel troldmand, men han optræder som en kun 19-årig. Han er høj og tynd med lidt asiatisk udseende - sort hår og gyldne katteøjne. Magnus er glad for glimmer og glitter, og han er altid klar til en fest. 

### Luke Garroway
Luke Garroway (Lidian Graymark) er en tidligere shadowhunter og medlem af Cirklen. Da han var yngre var han bedste ven og parabatai med Valentine Morgenstern, men han blev forrådt af Valentine, der lod ham blive bidt af en varulv, der senere forvandlede ham til én. 

### Joeclyn Fray
Joeclyn Fray (Jocelyn Fairchild) er en shadowhunter og tidligere medlem af Cirklen. Hun er mor til Clary og Jonathan, og hun var engang gift med Valentine Morgenstern. Dog fandt hun ud af, at Valentine puttede dæmonblod i hendes mad, hvilket gjorde hendes første barn, Jonathan, til et monster. Da hun igen var gravid puttede han engleblod i hendes mad, da hun var gravid med Clary.

### Jonathan Christopher Morgenstern
Jonathan Christopher Morgenstern (Sebastian Morgenstern) er Clarys bror. Han er født som en shadowhunter med dæmonblod i hans årer. Dette er Valentines skyld, da han eksperimenterede med dæmonblodet dengang Joeclyn var gravid.